# Erina morobea
Erina morobea är en fjärilsart som beskrevs av Robert Grant Wind och Clench 1947. Erina morobea ingår i släktet Erina och familjen juvelvingar. Inga underarter finns listade i Catalogue of Life.